# Ophcrack
Ophcrack est un logiciel libre permettant de casser les mots de passe des utilisateurs de systèmes d'exploitation Windows stockés en LM hash en utilisant les tables arc-en-ciel.
Ce programme permet de casser 99,9 % des mots de passe alpha-numériques d'une longueur inférieure ou égale à 14 caractères en quelques secondes, au pire en quelques minutes.
Depuis la version 2.3, Ophcrack permet aussi de casser les mots de passe stockés en NT Lan Manager.

## Utilisation
OphCrack peut s'utiliser directement sous windows ou depuis un liveCD spécialement conçu à cet effet.

### LiveCD
Une fois l'image disque du liveCD récupérée sur le site de Ophcrack, il suffit de la graver à l'aide d'un logiciel de gravure.
Pour pouvoir utiliser le liveCD il faut (si ce n'est déjà fait) paramétrer le BIOS de façon à pouvoir booter à partir du CD. En rallumant l'ordinateur avec le liveCD inséré, le démarrage va se faire non pas sur le système d'exploitation habituel mais à partir du CD.
Après avoir choisi le mode de démarrage, et depuis la version 3.4.0 d'Ophcrack, un système GNU/Linux basé sur la version SliTaz 4.0 (aidé notamment par Christophe Lincoln) se lance et Ophcrack démarre automatiquement et tente de trouver les mots de passe des différentes sessions de l'ordinateur.